# Museo Arqueológico Municipal Vicent Casanova
El Museo Arqueológico de Bocairente, de nombre oficial Museo Arqueológico Municipal “Vicent Casanova” es un museo de Bocairente, España, que expone materiales arqueológicos provenientes del término municipal de Bocairente. El museo está ubicado en un edificio anexo a la Iglesia Parroquial, actualmente propiedad del Ayuntamiento de Bocairente. Fue inaugurado en 1970, por impulso de Vicent Casanova, aunque no será hasta 1994 cuando adquiera el reconocimiento oficial. La mayor parte de materiales del museo provienen de hallazgos localizados en el término de Bocairente, a partir de excavaciones arqueológicas y trabajos de campo. Sus colecciones tiene un recorrido diacrónico que arranca desde el Paleolítico Superior hasta bien entrada la Edad Media. El museo debe su nombre a Vicent Casanova, cuya labor dotó el museo de sus principales colecciones.

## Sala de exposición
La principal sala de exposiciones presenta objetos arqueológicos desde el Paleolítico Superior hasta la Edad Media. La mayor parte de ellos provienen de yacimientos arqueológicos del término municipal de Bocairente. Algunos de los yacimientos más importantes son:
Cova de Vinalopó
De la Cova de Vinalopó, pertenecen una colección de raspadores, buriles, puntas, hojas, astillas de sílex, un punzón sobre caña y algunos restos de fauna. Todos ellos pertenecen al Paleolítico Superior
Cova de la Sarga
La Cova de la Sarga es un importante yacimiento del Neolítico del Mediterráneo Occidental. En el museo se exponen muchas piezas de cerámica cardial pertenecientes a este yacimiento entre las que destaca una vasija casi completa de gran riqueza decorativa. También de este mismo yacimiento hay algunos ejemplares de sílex, piedra, punzones de hueso, grandes collares, restos de brazaletes y algunos objetos de carácter ornamental, como pechinas. 
Cova de la Gerra
La Cova de la Gerra se trata de un importante yacimiento eneolítico. De este yacimiento, el museo expone puntas de flecha, raspadores, hojas de cuchillos de sílex, punzones de hueso y fragmentos de cerámica. Otra pieza que cabe destacar es parte del paramento de un entierro colectivo. 
El León de Bocairente
Se trata de una escultura ibérica, que fue hallada en la necrópolis de la Lloma de Galbis. Se trata de una escultura de carácter funerario que se fecha en torno al siglo IV a. C.. Representa un león acostado que gira ligeramente el cuello hacia la izquierda. Actualmente la pieza original se encuentra en el Museo Pío V de Valencia, pero en el Museo Arqueológico de Bocairente se puede ver una fiel reproducción.

## Historia del museo
El nombre del museo deriva de quien fue su principal impulsor, Vicente Casanova, conocido popularmente como “Vite”, cuya importante labor arqueológica dotó al museo de sus principales colecciones de materiales, fruto todos ellos de numerosos trabajos de campo. Además gracias su importante labor divulgadora, dio a conocer el importante patrimonio cultural de Bocairente, como es el caso de los artículos publicados en la revista Archivo de Prehistoria Levantina sobre la Cova de la Sarsa, que promovió el conocimiento nacional sobre este yacimiento. El propio alcalde de Bocairente, Josep-Vicent Ferre, en el prólogo del libro “La Cova de la Sarsa i el Neolítico a Bocairent” editado en 2010, se refería a él como “un referente histórico del trabajo arqueológico en nuestro pueblo, cuya labor pionera permitió salvaguardar unas señales de gran relevancia para conocer nuestro pasado.” Tras su fallecimiento el 26 de febrero del 2014, 28 de junio de 2014, la Concejalía de Turismo de Bocairente le quiso rendir homenaje, en un acto en el cual se entregó una placa conmemorativa a los tres hijos de Casanova, y en el que se repasó su trayectoria profesional.